# جزيرة اليابسة
اليَابِسَة (بالإيطالية: Levanzo النطق الإيطالي: [ˈlɛvanʦo] ، بالصقلية : Lèvanzu ) هي أصغر الجزر العقادية الرئيسية الثلاثة في البحر الأبيض المتوسط غرب صقلية ، إيطاليا. وهي تشكل جزءًا من بلدية فافينانا في مقاطعة تراباني.

## جغرافية
تبلغ مساحة 5.82 كيلومتر مربع (2.25 ميل2). أعلى نقطة هي Pizzo Monaco بارتفاع 278 متر (912 قدم). يسكن الجزيرة حوالي 450 نسمة، يتركزون حول ميناء صغير، لا يوفر مأوى يُذكر من العواصف.
الاسم القديم للجزيرة كان "Phorbantia" وهو نوع من النباتات تنمو هناك.
تشتهر الجزيرة بـمغارة الجنويين (بالإيطالية: Grotta del Genovese)، وهي تحتوي على لوحات كهفية من العصر الحجري الحديث وكتابات حجرية قديمة.
علاوة على ذلك، في مياه كالا مينولا، على الجانب الشرقي من جزيرة اليابسة، هناك واحد من أهم المواقع الأثرية الصقلية تحت الماء حيث تقع سفينة شحن رومانية محملة بجرّات نبيذ على عمق 27 مترًا.

## روابط خارجية
- جزيرة اليابسة على مشروع الدليل المفتوح